# 刘丽
刘丽（1980年—），安徽颍上人，汉族，中华人民共和国政治人物、第十二届全国人民代表大会安徽地区代表。
毕业于四川大学工商管理专业。2010年，被选为感动中国年度人物。2013年，被选为全国人大代表。2018年2月24日，当选为第十三届全国人大代表。